# CD14
CD14 — мембранный гликозилфосфатидилинозитол-связанный белок, экспрессированный на поверхности клеток миелоидного ряда, особенно макрофагах, компонент рецепторного комплекса CD14/TLR4/MD2, распознающего липополисахарид.

## Структура и формы
Белок содержит 10 повторяющихся лейцин-богатых фрагментов. Ген CD14 кодирует две формы белка: 50 и 55 кДа. Белок 55 кДа (mCD14) содержит участок с гликозилфосфатидилинозитолом, который удерживает белок в мембране. Он служит ко-рецептором в клеточном рецепторном комплексе CD14/TLR4/MD2, который распознаёт бактериальный липополисахарид и участвует таким образом в иммунном ответе. Укороченная форма белка 50 кДа (sCD14) не содержит заякоривающего участка и является растворимым белком, который моноциты и клетки печени секретируют в кровь. Также связывает липополисахарид.

## Роль в диагностике
В процессе дифференцировки миеломоноциты, созревающие в моноциты/макрофаги и гранулоциты, экспрессируют несколько антигенов. CD14 является маркёром зрелых моноцитов/макрофагов.

## Роль в патологии
Избыточный уровень sCD14 в крови связан с инфекционным воспалением и грам-негативным септическим шоком.